# Nouvelle Chronique de Jersey

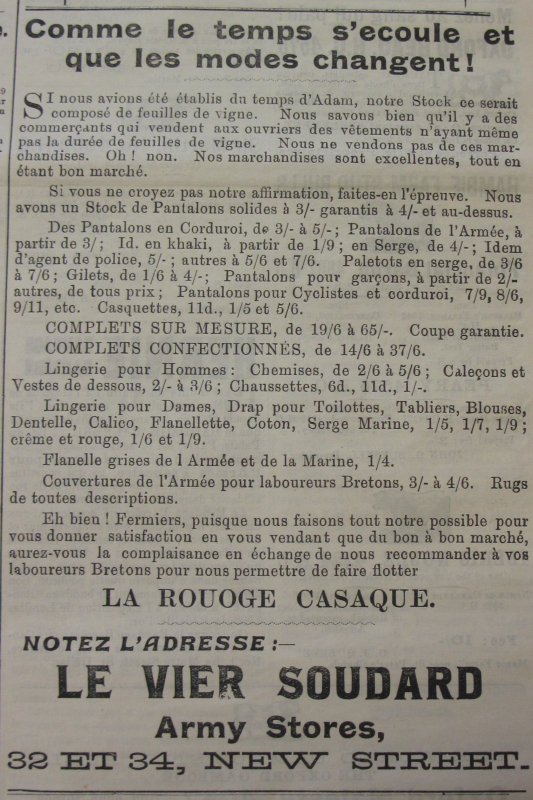
Article édité dans la Chronique de Jersey en 1911.

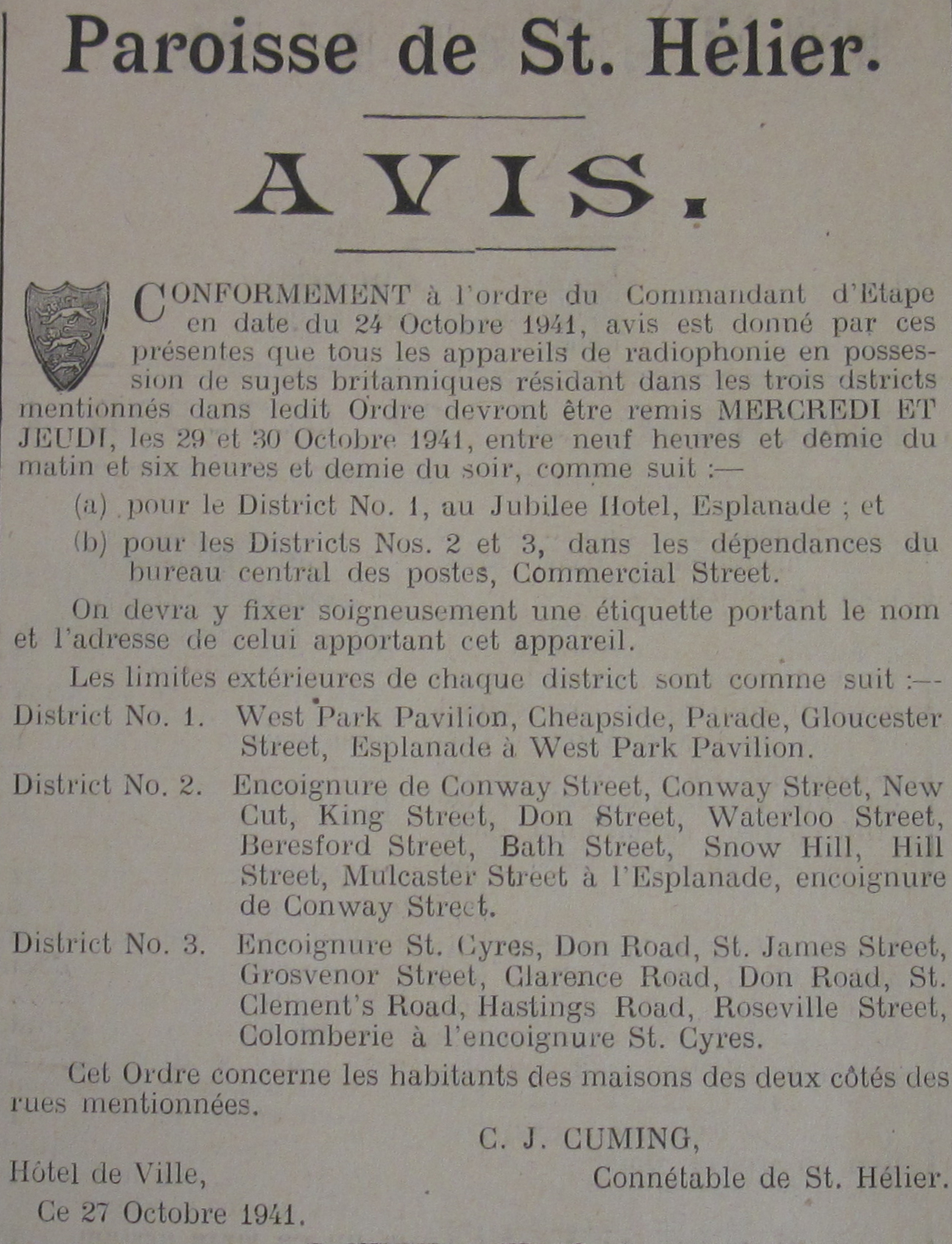
Avis paru dans les Chroniques de Jersey en 1941.

La Nouvelle Chronique de Jersey est un ancien journal francophone de Jersey, lancé en 1855.

## Historique
Un premier journal en langue française est édité en 1814 sous le titre de "La Chronique de Jersey" par le connétable (maire) et juré-justicier Pierre Perrot. "La Chronique de Jersey" paraîtra durant 25 années et cessa de paraître en 1840.
Un autre journal francophone, "La Nouvelle Chronique de Jersey" est lancé le 3 janvier 1855 à Saint-Hélier.
Le 4 avril 1917, il fusionne avec le précédent journal "La Chronique de Jersey" pour paraître sous le nouveau titre "Les Chroniques de Jersey".
Les Chroniques de Jersey ferment à la fin de l'année 1959.

## Archives

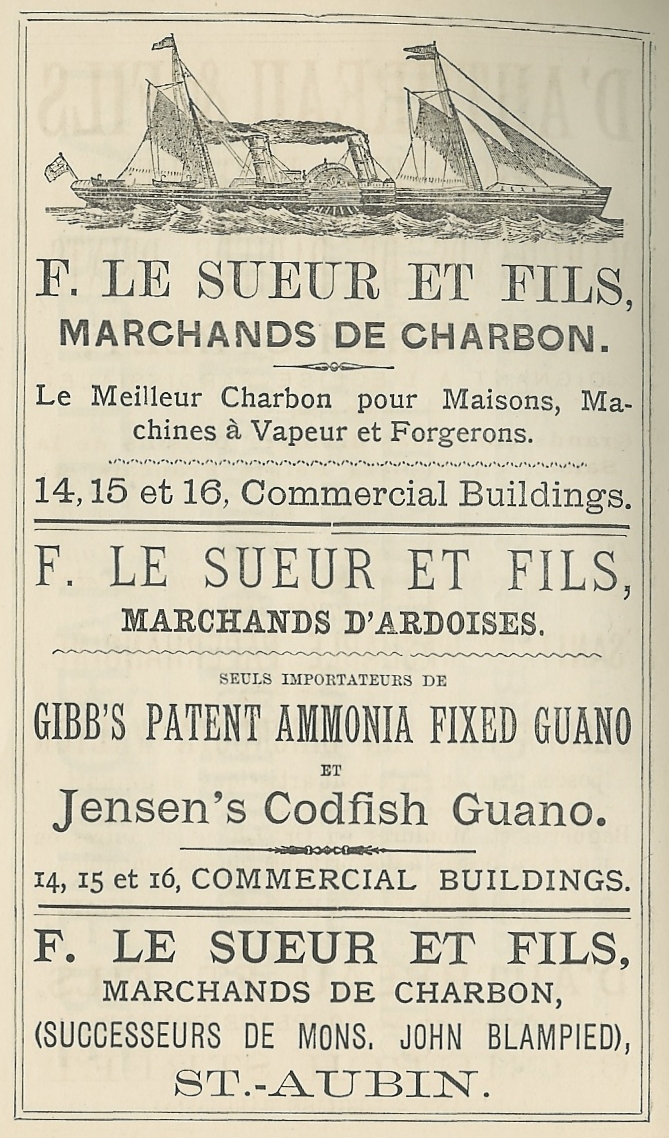
Annonce paru en 1891
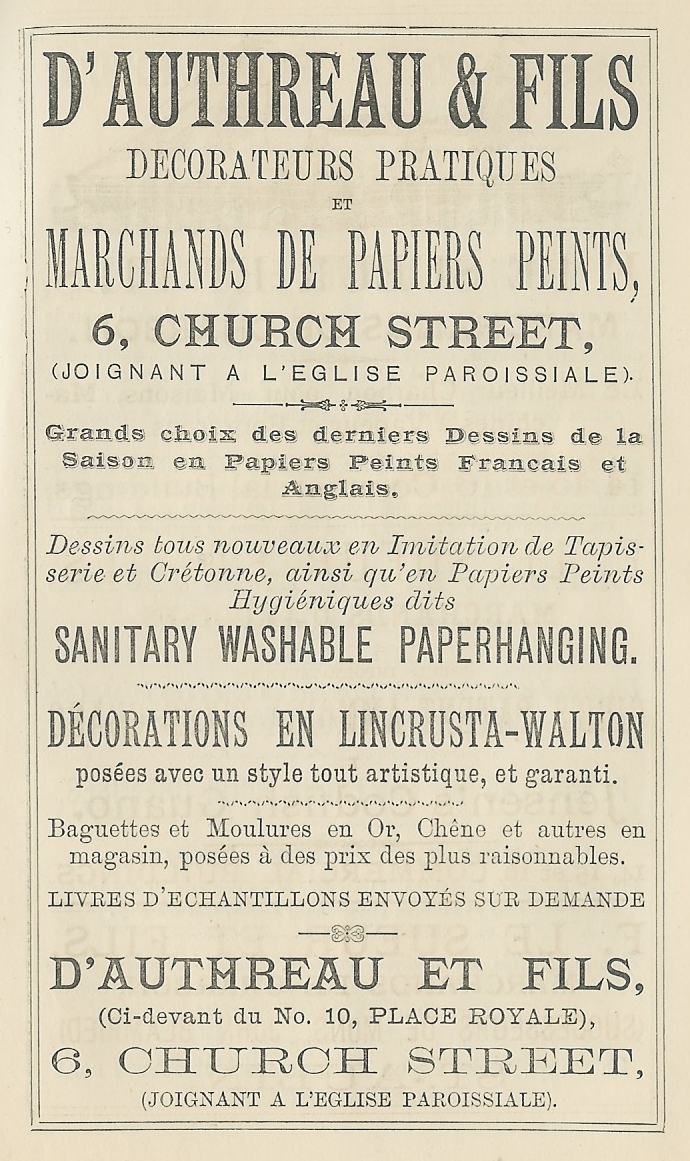
Annonce parue en 1891
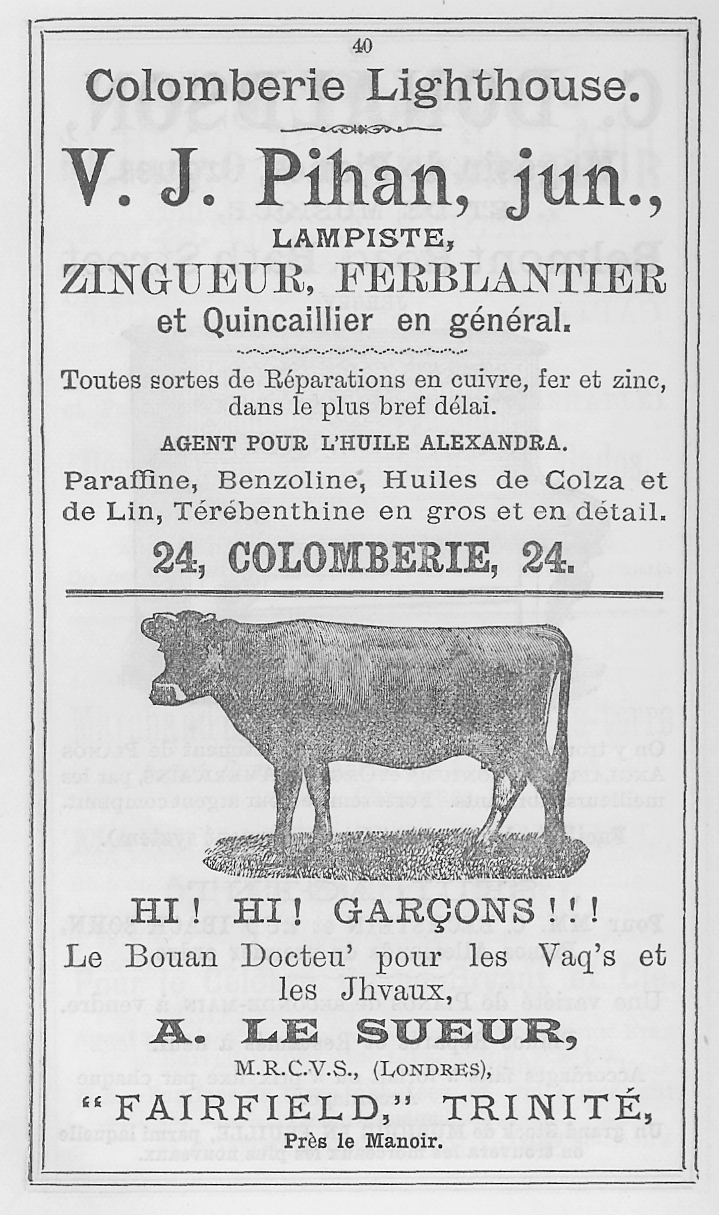
Annonce parue en 1892
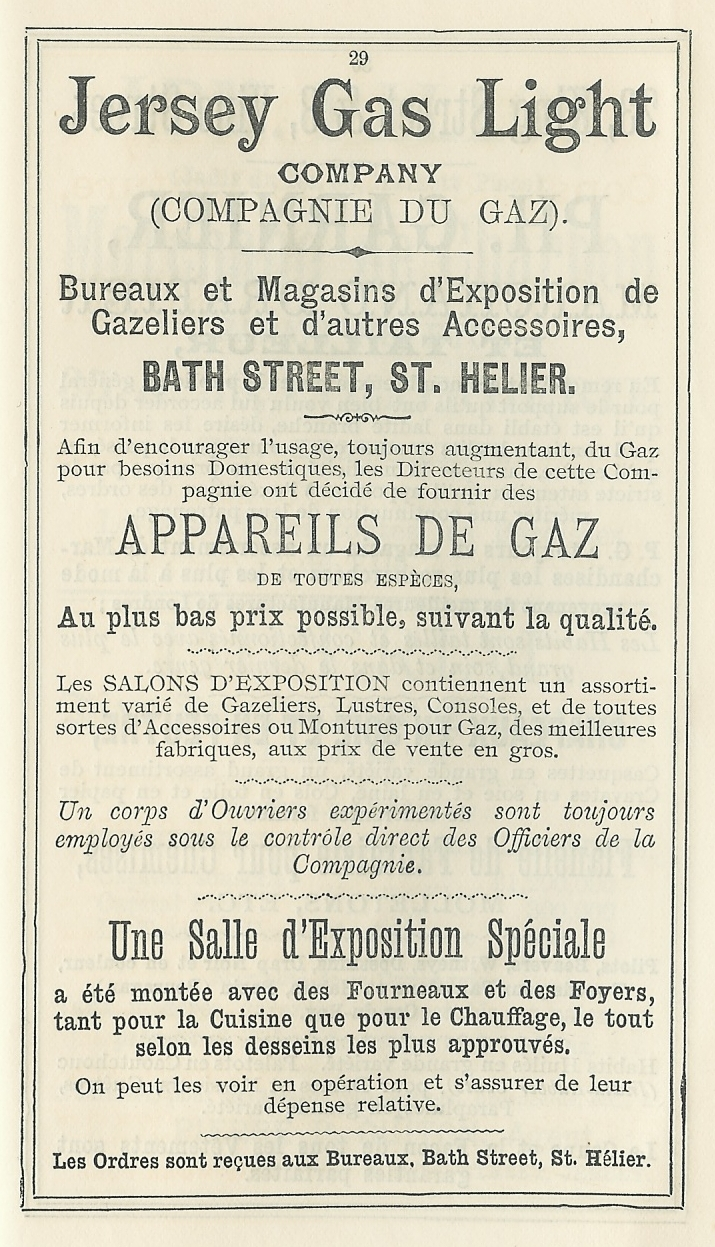
Annonce paru en 1892
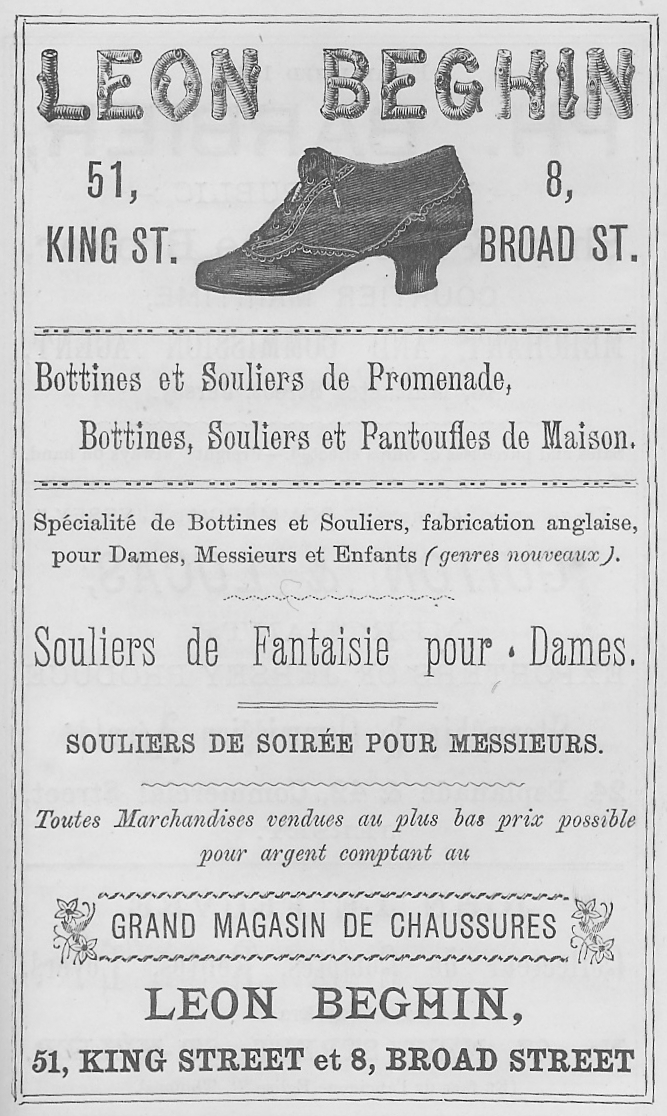
Annonce paru en 1895
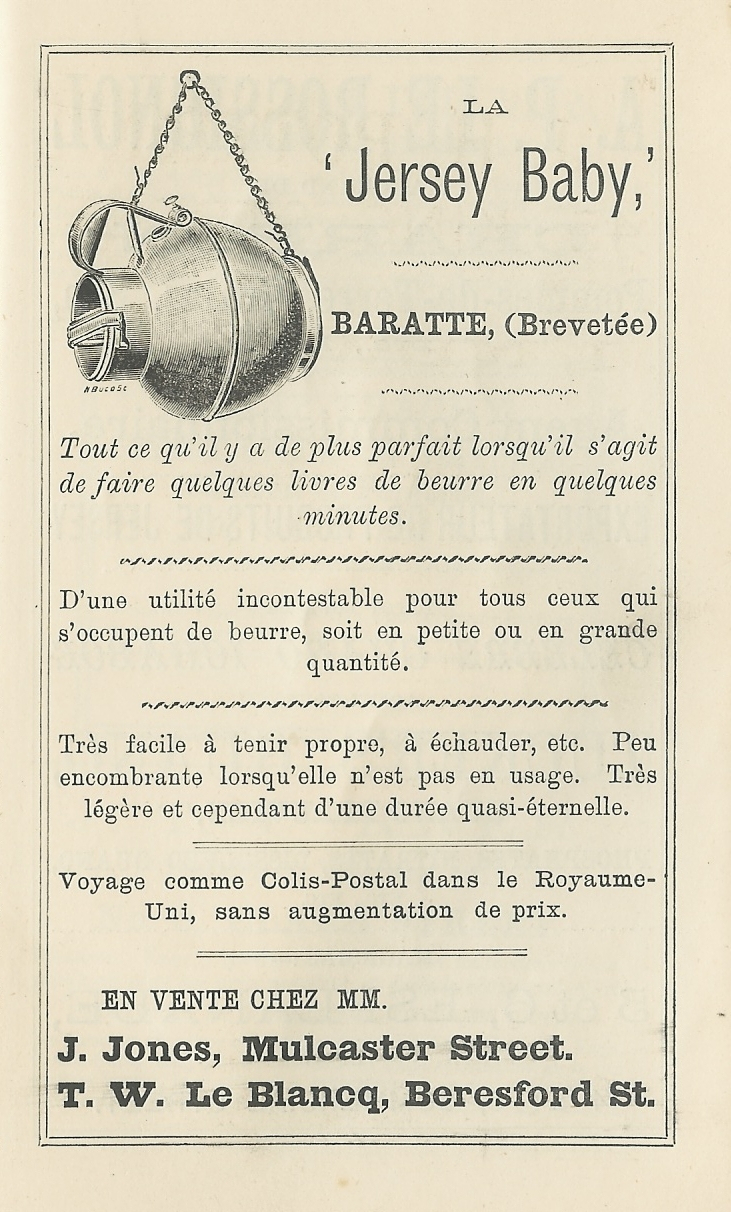
Annonce parue en 1895